# 1262
سنة 1262 كانت سنة بسيطة تبدأ يوم الأحد (الرابط يظهر نموذج التقويم الكامل للسنة) من التقويم اليولياني.

## أحداث
- وقوع حرب بركة-هولاكو بداية من 1262 إلى 1262.

## مواليد
- الأشرف صلاح الدين خليل.
- ابن الطقطقي.
- ابن طبا طبا.
- الأشرف صلاح الدين خليل.

## وفيات
- الحسن المراكشي.
- أحمد المستنصر بالله.
- ابن العديم.
- الحسن المراكشي.
- العز بن عبد السلام.
- ابن نجا الإربلي